# Robert Kočarjan
Robert Sedraki Kočarjan (armenski: Ռոբերտ Քոչարյան) (Stepanakert, 31. kolovoza, 1954.), drugi predsjednik treće republike Armenije od 1998. do 2008.
Rođen je u Gorskom Karabahu, tada oblast Azerbajdžanske Sovjetske Socijalističke Republike. Ondje je pohađao školu, a od 1972. do 1974. služi vojni rok u Crvenoj armiji. Sa suprugom Bellom Kočarjan ima troje djece (Sedrak, Gajane i Levon). 

## Vanjske poveznice
- Official Presidential site of Armenia  Arhivirana inačica izvorne stranice od 12. studenoga 2007. (Wayback Machine)
- Robert Kocharian  Arhivirana inačica izvorne stranice od 16. svibnja 2006. (Wayback Machine)
- BBC Analysis: Robert Kocharian - Armenia's new president?